# سمی وایت
سَـمی وایت (انگلیسی: Sammy White؛ ‏ ۲۸ مهٔ ۱۸۹۴ – ۳ مارس ۱۹۶۰) بازیگر اهل ایالات متحده آمریکا بود.
از فیلم‌ها یا برنامه‌های تلویزیونی که وی در آن نقش داشته‌است، می‌توان به بد و زیبا، پت و مایک، زن طراح، استادهای آمریکایی، قایق نمایش و داستان هلن مورگن اشاره کرد.